# Cinema da América Latina
O cinema da América Latina é o espaço de produções cinematográficas dos artistas, produtores e técnicos latino-americanos, apesar de em termos de tradição cinematográfica, apenas três países concentrarem quase toda a produção latino-americana até 1970. Após a Segunda Guerra Mundial acontece a popularização do cinema em escala mundial, com o estabelecimento de Hollywood, que crescia cada vez mais rápido e estabelecia os padrões cinematográficos da época. Na Europa, os cineastas franceses se destacam com o Nouvelle Vague. A partir da segunda metade do século XX, o cinema latino-americano assumiu um caráter nacionalista, buscando retratar assuntos regionais e com estilos próprios de cada país, procurando se distanciar do padrão de Hollywood.

## História

### Cinemas nacionais isolados
O cinema latino-americano sofreu com o problema do isolamento econômico entre os diferentes países, o que impediu a criação de uma mercado latino de cinema. Desse modo, a maior parte de sua produção depende da capacidade econômica de cada país e do tamanho de seus mercados internos. Desde a origem do cinema sonoro em 1930, até 1996, 89% da produção total cinematográfica se concentrou somente em três países: Argentina, Brasil e México.
Até meados do século XX, o cinema mexicano e, em menor medida, o argentino, tiveram uma considerável presença latino-americana, com expoentes como Cantinflas ou Libertad Lamarque. No entanto, a partir da década de 1960, a presença internacional do cinema mexicano e argentino desapareceu. Nessa década surge a noção do "cinema latino-americano" como uma manifestação artística parente, tanto pelo idioma (porque o papel do Brasil é muito importante) como por temáticas e propostas estéticas aparentadas, assim como pela perspectiva de construir um mercado de cinema latino-americano, integrado por espectadores com a necessidade de se ver na "telona".

### Revolução Cubana
O Instituto Cubano del Arte e Indústria Cinematográfica foi a primeira instituição cultural da Revolução Cubana. Omar González Jiménez, presidente do ICAIC em 2007, disse em entrevista que a criação do instituto partiu de “uma premissa essencial de uma discussão sobre se o cinema era uma indústria ou uma arte e na criação desta instituição foi escrito que o cinema é uma arte e fica assim instituída para ser distribuída como uma forma de crítica, de tomada de consciência, de experimentação e que mostra a história com uma outra leitura; com o papel que o cinema cumpriu em vários movimentos do terceiro mundo, que é o de revelar a verdade das coisas muito mais do que interpretar a história universal como Hollywood." O instituto foi responsável por manter e divulgar registros dos países que viviam em ditaduras na época. Trabalhando em conjunto com diversos cineastas exilados, ou cineastas europeus de esquerda, que buscavam alertar ao mundo do que acontecia na América Latina. Diversas produções documentais foram co-produzidas pelo ICAIC, que estabeleceu um papel importante não só no cinema cubano, mas mundial.
O ICAIC permitiu a cineastas exilados de seus países, continuar produzindo conteúdo que focasse nas realidades de seu povo, mesmo estando longe da terra natal.

## Novo cinema latino-americano
O início veio como o Festival do Cinema Latino-americano de Pesaro na década de 1960, porém o momento-chave foi o Encontro de Cinema Latino-americano de 1967, que teve seu motor no chileno Aldo Francia do Cine Club de Viña del Mar, no cubano Alfredo Guevara do Instituto Cubano de Arte e lndústria Cinematográfica (ICAIC) e no argentino Edgardo Pallero. Foi a primeira vez que se reuniram homens e mulheres do cinema de todos os países latino-americanos.
Até o final da década de 1960, apareceram uma geração de cineastas latino-americanos de grande importância, como os brasileiros Glauber Rocha e Nelson Pereira dos Santos, os argentinos Fernando Solanas e Leonardo Favio, os cubanos Tomás Gutiérrez-Alea e Santiago Alvarez, e os chilenos Raúl Ruíz, Miguel Littin e Lautaro Murúa. Este movimento foi chamado de "Novo Cinema Latino-americano".
A década de 1960 foi marcada pelo forte posicionamento social da população, o engajamento político e o reflexo da política nas artes, não foi diferente com o cinema. No círculo das artes é possível salientar as vozes de protesto que se dá através da música, do teatro, cinema e artes plásticas. Na música, o tropicalismo brasileiro se direcionava a problemática social em contexto latino-americano nos palcos, como: Arena conta Zumbi, Opinião, Barrela e Roda Vida, as adversidades da realidade do país. O cinema, se tornava algo diferente, sendo chamado em geral de Novo Cinema Latino-Americano, onde se era redefinindo  sua poética, os diretores retrataram a seu modo, os sinais de um país em crise. Começa a ser transido a presença do pop e do novo realismo francês, com o disparo criativo dos artistas jovens da exposição que ficou conhecida como Opinião 65.
Seguindo o espírito contestador que percorreu por toda década, os movimentos cinematográficos dos anos 1960 são marcados pelo seu aspecto original, valorizando a criação de estilos próprio, no caso da América Latina.
O Novo Cinema Latino-americano diferenciou-se notavelmente do cinema "nacional" do período 1930-1960, por orientar-se muito mais o "cinema independente" e relativamente afastado dos mecanismos comerciais relacionados com os sistemas de "entretenimento".

### Características
O cinema Novo se preocupa com o universo rural e periférico das cidades, com uma  consciência política do povo. Um de seus traços forte, seria "o cinema de autor" após 1968, mudava sua linguagem e seus temas, dando foco nas experiências revolucionários dos movimentos artístico.  A arte latino-americana foi influenciada pelas mudanças políticas, econômicas e culturais que percorreram o século XX. Movimentos políticos e sociais como a Revolução Cubana, Maio de 68, a Guerra do Vietnã e os processos de independência dos países da África e Ásia foram alguns dos responsáveis por moldar nos cineastas dessa geração uma maior preocupação social e nos modos de abordagem destas, dentro do cinema. O cinema latino-americano sofreu influência de diversas áreas culturais, as artes estão todas interligadas, por isso ele refletiu a literatura e os movimentos artísticos visuais do século XX. Durante o século XX surgiu uma tendência a dar prioridade para temas regionais se contrapondo ao pensamento cosmopolita em busca da modernidade. Esse movimento buscou valorizar, a liberdade individual, tratando os assuntos e aspectos de cada região, cada país e cada povo. O movimento antropofágico, no Brasil, é um exemplo. O cinema Latino-americano que surge nas décadas de 1960 e 1970, são carregados de aspectos nacionalistas, anti-imperialista e terceiro-mundistas.
Para o especialista, Ismail Xavier, Terra em transe (1967), de Glauber Rocha e Bandido da Luz Vermelha, de Rogério Sganzerla. São dois filmes de suma importância, eles são divisores de águas, marcando a transição para o estilo ideológico do “cinema marginal”, no Brasil, grande expoente do cinema latino-americano, na época.
O Cinema Marginal Teve como fonte de inspiração a obra “ A margem” (1967) - Candeias, uma obra pioneira dirigido por um cineasta paulista. Um filme irônico que estabeleceu os padrões do que, viria se chamar "Cinema Marginal". Também é característico do Novo Cinema Latino-americano o protagonismo das camadas marginais da sociedade. Cercado por uma postura crítica da sociedade, seguindo os movimentos culturais da primeira metade do século XX, na América Latina. O caso do cinema boliviano, resume o objetivo comum da cinematografia da região. Nos seus filmes, as tradições dos povos indígenas são valorizadas como forma de contrariar o poder da dominação do sistema capitalista sobre sua cultura.
As características do Novo Cinema Latino-Americano compreendem em:

(...) o uso do recurso de 'sobre a voz' e a manipulação de imagens arquivísticas para estabelecer um efeito de contra-informação, a intensificação da ruptura da linearidade narrativa e discursiva, a multiplicação e sobreposição dos pontos de vista, a cessão do instância da enunciação de personagens pertencentes ao mundo real, a mistura de ficção e documentários e o uso de recursos metafóricos e alegóricos.— 
O Novo Cinema Latino-Americano surge com características nacionalistas, a fim de mudar o cenário histórico de hegemonias culturais, primeiro com a Europa e em seguida, Estados Unidos.
O espaço de reflexão política que o cinema latino-americano dos anos 1960 constrói, é desestruturado pelos processos repressivos que a América Latina enfrenta durante a segunda metade do século XX. As ditaduras civis-militares, interrompem o progresso do movimento cinematográfico latino-americano, com muitos cineastas sendo exilados, e outros assassinados e desaparecidos.

### Os regimes ditatoriais e o cinema latino-americano
Nas décadas de 1960 e 1970, a maioria dos países latino-americanos sofreu a imposição de ditaduras que virtualmente paralisaram a produção cinematográfica e obrigaram centenas de artista a serem exilados. O caso mais extremo foi o do Chile, que durante a larga ditadura de Pinochet (1973-1989), quase não teve produções relevantes, ao contrário dos cineastas chilenos exilados produziram 178 filmes.

#### Cineastas exilados
A política latino-americana na década de 1960 foi marcada por fortes regimes de repressão que ficaram refletidos em todos os setores da sociedade. A indústria cinematográfica não foi diferente, filmes com teor político eram exibidos em circuitos clandestinos, de forma que não passavam pelos canais de censura. Muitos cineastas foram perseguidos, os que tiveram sorte foram exilado. o argentino Fernando Solana, foi exilado após o ator principal, Julio Drexler, de seu filme a Los hijos de Fierro (1972-1975), ter sido assassinado pelo Triple A em 1974. Outros cineastas argentinos foram perseguidos, como Jorge Cedrón e Raymundo Gleyzer, ambos foram assassinados entre 1976 e 1980

#### Censura
A censura foi uma característica comum entre os regimes repressores que existiram e existem, logo os meios de comunicação são os primeiros a sofrerem com os cortes e proibições. Jornais, revistas, canais de TV e sem dúvida o cinema foi atingido. A ditadura brasileira é um bom exemplo para ver como esses órgãos repressores agiam.
No primeiro momento da ditadura civil-militar brasileira a censura foi voltada para moralidade, os cortes nas produções tinham como alvo cenas com palavrões, figurino considerado ousado, entre outras questões dentro do fator moralista. Para os aprovados pela censura existia o carimbo de Boa Qualidade, apenas com ele era possível para o filme ser comercializado internacionalmente e participar de festivais. A comercialização no exterior era a maior fonte de renda para os produtores.
Após 1967, com a resistência popular ao regime aumentando, novos quesitos ligados a política se integram. Nesse momento ocorre a militarização da censura, os militares passam a fazer parte dos canais de censura, que se intensifica após o AI-5. “Subversivo”, era um dos temos que passou a ser comumente visto nos processos de censura. Qualquer postura que apresentasse elementos contrários a ditadura, eram tratadas como ameaça à segurança nacional. O tempo que antecedeu o decreto do AI-5 foi marcado por mudanças na forma como a censura era utilizada, preparando para o que viria a seguir.
O AI-5 começa o período de censura prévia a todos os meios de comunicação, como foco político-ideológico,nesse momento começa a profissionalização da censura. A criação de cargos públicos e até cursos de especialização para os agentes da ditadura.
A censura diminui sua forma direta mais agressiva com a abertura em 1978, mas só termina de fato com a constituição de 1988, voltando a dizer respeito apenas a classificação indicativa das produções audiovisuais.

#### Ditadura e Propaganda
Os governos ditatoriais também investiram na cultura, ao seu modo. No caso do Brasil, em 1969 é inaugurada a Embrafilme, empresa responsável por investir em produções cinematográficas que estivessem de acordo com o que era estabelecido na censura. Também foi produzido nessa época, um número de produções que servissem como propaganda para o governo ditatorial vigente. A Embrafilme encontrou seu fim durante o governo Collor, após uma época de declínio. Em seu lugar, foi inaugurado em 2001 a ANCINE, Agência Nacional do Cinema.

### Filmografia do período ditatorial
- Os fuzis, Ruy Guerra, 1963
- Vidas secas, Nelson Pereira dos Santos, 1963
- O desafio, Paulo César Saraceni, 1965
- A derrota, Mario Fiorani, 1966
- Terra em transe, Glauber Rocha, 1967
- O caso dos irmãos, Naves Luis Sérgio Person e Jean-Claude Bernadet, 1967
- A vida provisória, Maurício Gomes Leite, 1968
- Jardim de guerra, Neville D’Almeida, 1968
- Manhã cinzenta, Olney São Paulo, 1969
- O bravo guerreiro, Gustavo Dahl, 1969
- Os herdeiros, Carlos Diegues, 1969
- Os inconfidentes, Joaquim Pedro de Andrade, 1972
- Lúcio Flávio, passageiro da agonia, Hector Babenco, 1977
- O torturador, Antonio Calmon, 1981
- Eles não usam black-tie, Leon Hirszman, 1981
- Pra frente, Brasil, Roberto Farias, 1982
- O bom burguês, Oswaldo Caldeira, 1983
- A freira e a tortura, Ozualdo Candeias, 1984
- Jango, Silvio Tendler, 1984
- Nunca fomos tão felizes, Murillo Salles, 1984
- Cabra marcado para morrer, Eduardo Coutinho, 1984
- Os anos passaram, Peter Overbeck, 1967-1968
- Cabra cega, Toni Venturi, 2005
- Macunaíma, Joaquim Pedro, de Andrade, 1969
- Bandido da Luz Vermelha, Rogério Sganzerla, 1968
- La hora de los hornos, Fernando Solanas e Octavio Getino, 1968
- Missing, Konstatinos Costa-Gavras, 1982
- No habrá más penas ni olvido, Osvaldo Soriano, 1983
- La historia oficial, Luis Puenzo, 1985
- La noche de los lápices, Héctor Olivera, 1986
- Ukamau (Así es), Jorge Sanjinés, 1966
- Valparaíso, mi amor, Aldo Francia, 1969
- A batalha do Chile: a insurreição da burguesia (Parte 1), Patricio Guzmán, 1975
- A batalha do Chile: o golpe militar (Parte 2), Patricio Guzmán, 1977
- A batalha do Chile: poder popular (Parte 3), Patrício Guzmán, 1979[8]

## Cinema de Retomada
A retomada do cinema latino-americano foi o período em que os países do cone-sul voltaram aos poucos ao antigo ritmo de produções cinematográficas de antes dos períodos de repressão. A partir da segunda metade da década de 1990, o número de produções aumentou e surgiu um novo gênero, os filmes que retratavam as ditaduras, como por exemplo O que é isso, Companheiro? (Bruno Barreto, 1997), que chegou a ser indicado ao Oscar de melhor filme estrangeiro, em 1998.
Na década de 2000 o cinema nacional nos países latino-americanos cresceu, retomando o fôlego. Os principais países produtores de cinema são o Brasil e a Argentina, sendo que a Argentina possui uma maior percentagem de público consumidor do cinema nacional, porém isso vem mudando no Brasil. Segundo dados da Ancine, o público que assistiu a filmes nacionais em 2017, dobrou com relação a 2012, indo de cerca de 15 mi, para 30 mil telespectadores.
Argentina, Brasil e México lideram a produção cinematográfica, com o ingresso de uma considerável cinematografia de Cuba, Colômbia, Chile, Bolívia, Peru e Venezuela.

## Festivais e prêmios
Os festivais e premiações de cinema realizados na América Latina e/ou temas latino-americanos estão relacionados a seguir:
- Argentina: Prêmios Cóndor de Plata, Festival Internacional de Cinema de Mar del Plata, Festival Internacional de Cinema Independente de Buenos Aires, Festival de Cinema de UNCIPAR de Villa Gesell, Buenos Aires Rojo Sangre
- Brasil: Festival do Rio, Festival de Gramado, Mostra Internacional de Cinema de São Paulo, Festival de Cinema Latino-Americano de São Paulo
- Chile: Festival Internacional de Cinema de Valdivia, Festival Internacional de Arquivo Fílmico de Valparaíso, Festival Internacional de Cinema de Viña del Mar
- Colômbia: Festival Internacional de Cinema de Cartagena, Festival de Cinema de Bogotá
- Cuba: Festival Internacional do Novo Cinema Latino-americano de Habana
- Espanha: Mostra de Cinema Latino-americano de Lérida
- Estados Unidos: 100% Venezuela
- França: Festival de Cinema Latino-americano de Toulouse
- México: Festival Internacional de Cinema Contemporâneo, Festival Internacional de Cinema de Guadalajara, Festival Internacional de Cinema de Morelia
- Peru: Festival de Cinema de Lima